# Anzio
Anzio is een gemeente in de Italiaanse provincie Rome (regio Latium) en telt 46.074 inwoners (31-12-2004). De oppervlakte bedraagt 43,4 km², de bevolkingsdichtheid is 1011 inwoners per km².
De volgende frazioni maken deel uit van de gemeente: Anzio Colonia, Marechiaro, Cincinnato, Falasche, Villa Claudia, Lavinio Stazione, Lavinio Mare, Padiglione, Lido dei Pini.

## Demografie
Anzio telt ongeveer 19563 huishoudens. Het aantal inwoners steeg in de periode 1991-2001 met 10,3% volgens cijfers uit de tienjaarlijkse volkstellingen van ISTAT.
| Jaar | Inwoneraantal |
| ---- | ------------- |
| 1991 | 33.497        |
| 2001 | 36.952        |

## Geografie
De gemeente ligt op ongeveer 3 m boven zeeniveau. Anzio grenst aan de volgende gemeenten: Aprilia (LT), Ardea, Nettuno.

## Geschiedenis
In de Romeinse tijd heette Anzio Antium. De keizers Caligula en Nero zijn in Antium geboren, en Gaius Cilnius Maecenas had een villa in Antium. Keizer Nero verbleef in het begin tijdens de grote brand van Rome hier in zijn villa.
De gemeente is daarnaast vooral bekend door de landing bij Anzio in de Tweede Wereldoorlog. Op 22 januari 1944 vond hier een amfibische landing plaats van Britse en Amerikaanse geallieerde troepen onder de naam "Operation Shingle", deze slag heeft tot 5 juni geduurd en eindigde in een moeizame overwinning voor de geallieerden.

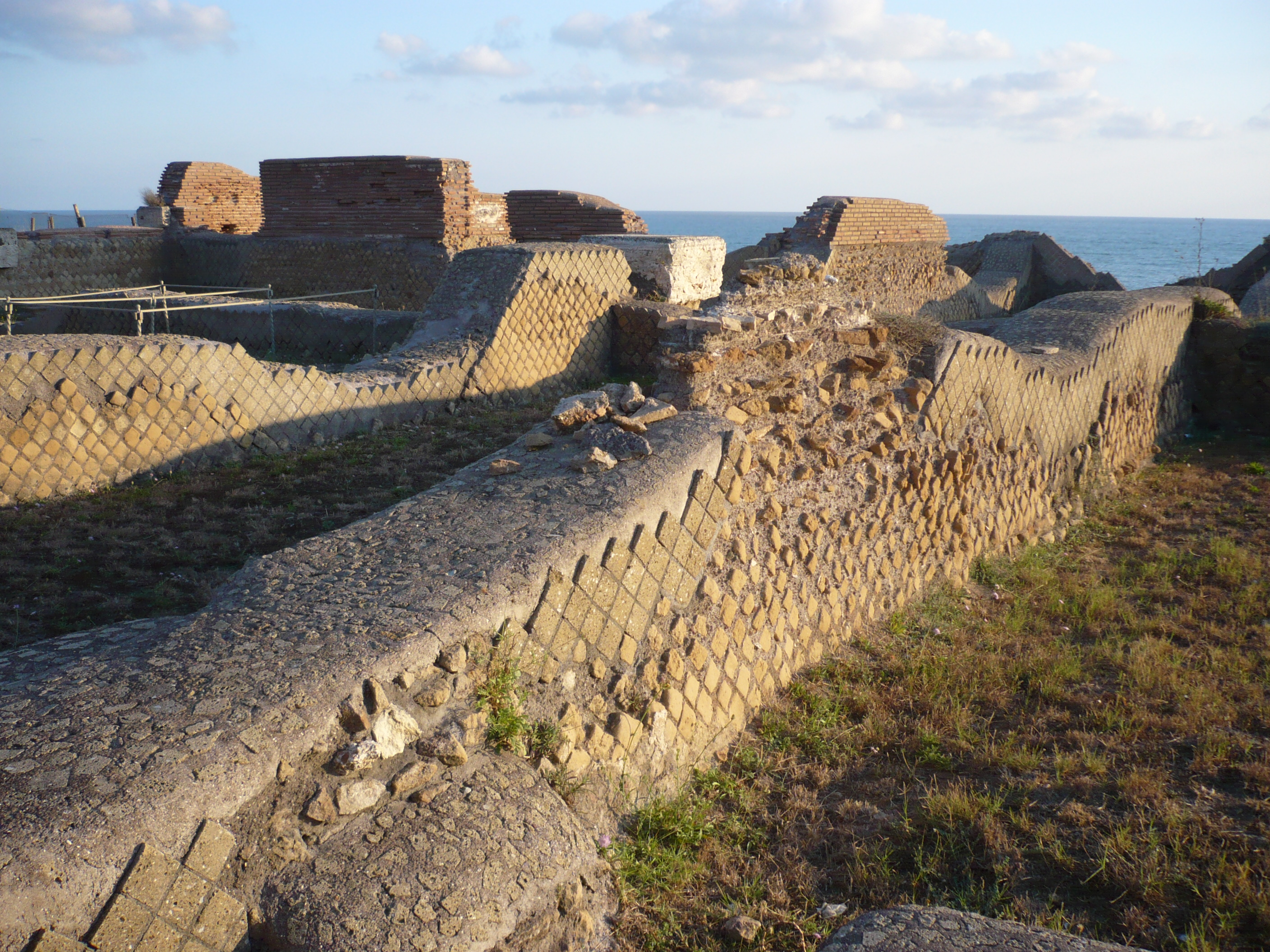
Overblijfselen van de Domus Neroniana